# Busta (Shetland)

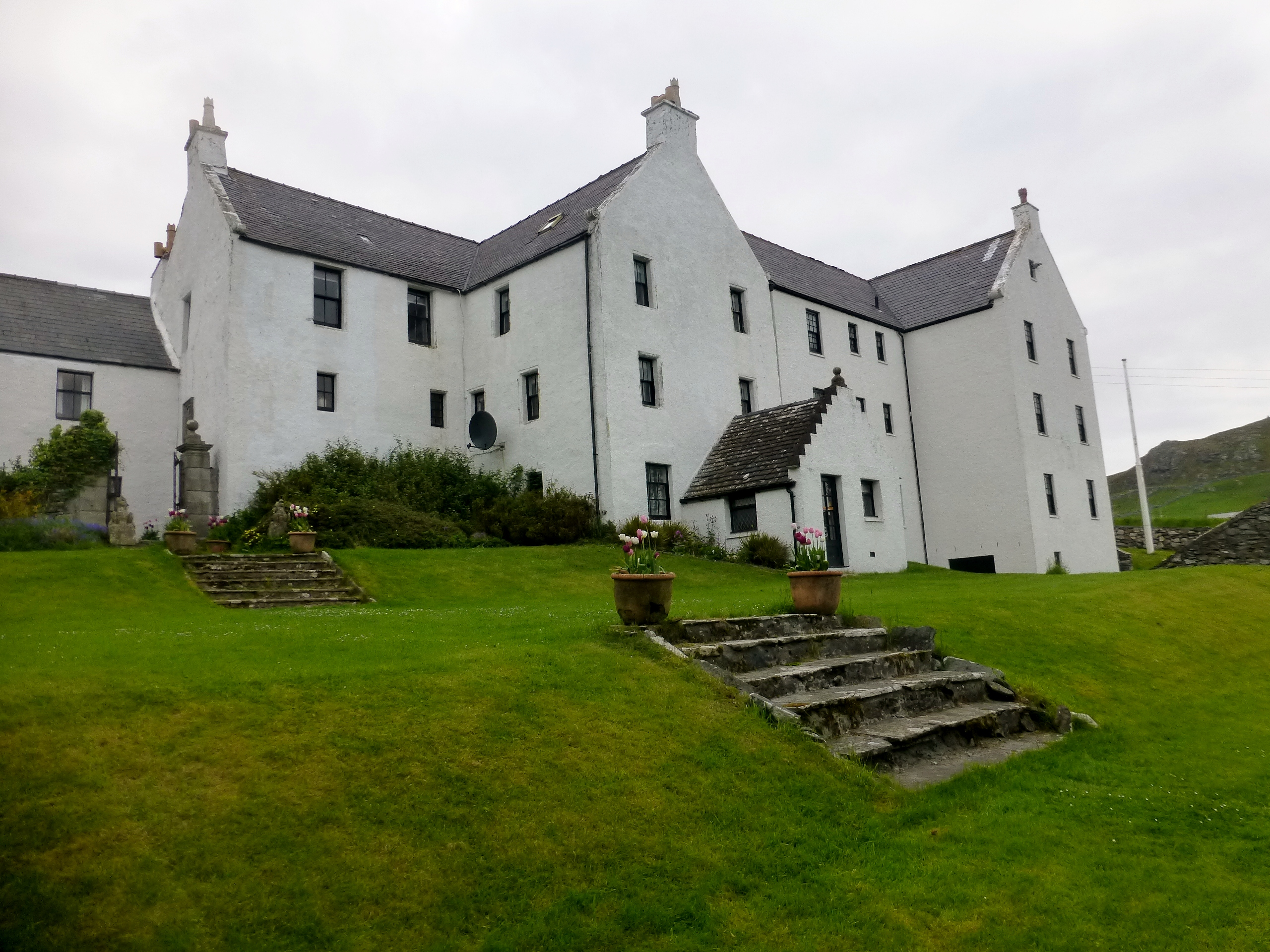
Das denkmalgeschützte Busta House

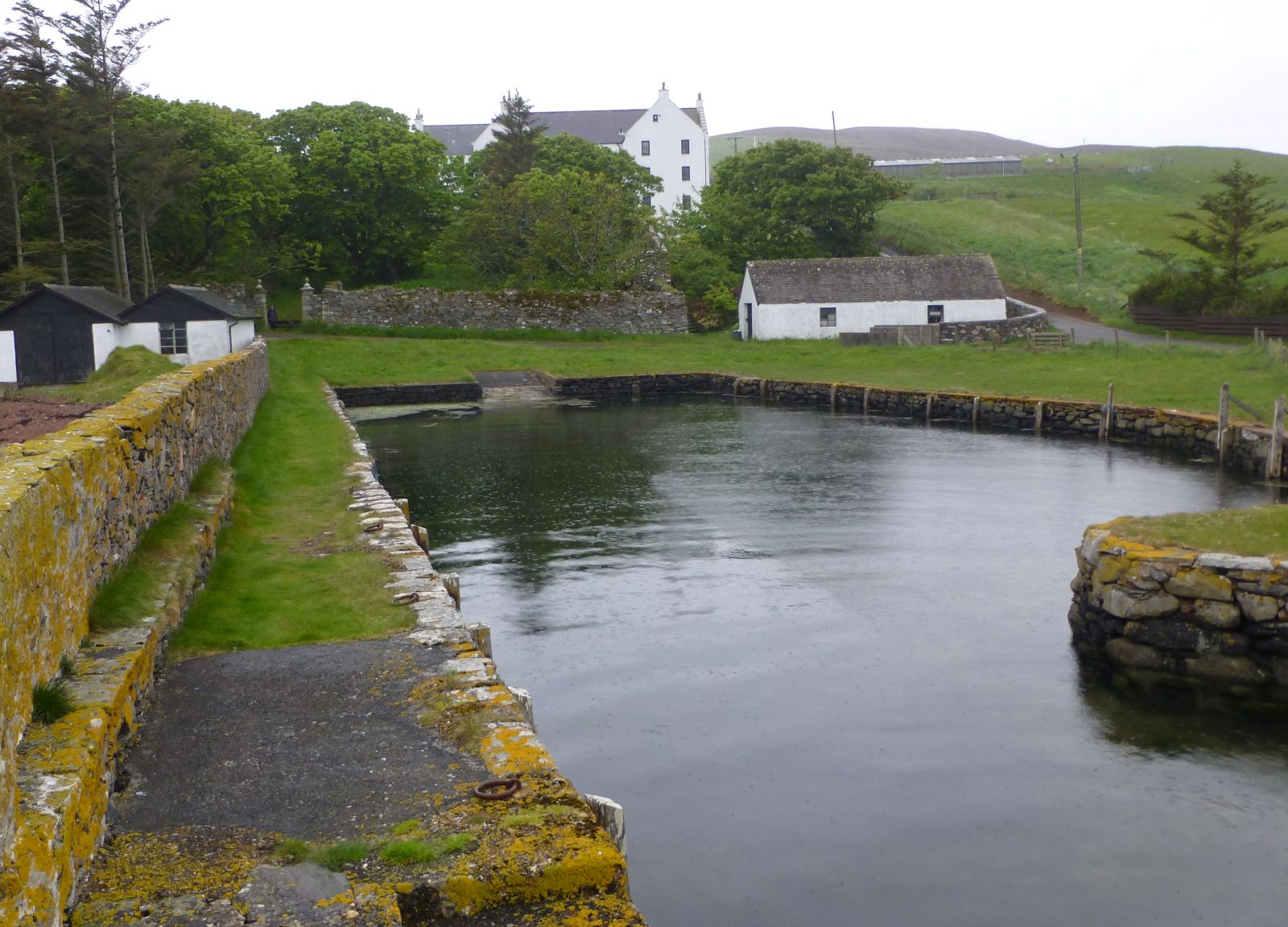
Blick vom Hafen auf Busta

Busta ist eine kleine Ortschaft, die in Schottland im Westen der Shetlandinseln liegt.

## Geographie
Busta liegt etwa anderthalb Kilometer südwestlich der Stadt Brae. Der Ort liegt an der Bucht (Voe) Busta Voe.

## Historisches
Im Rahmen der historischen Gliederung Schottlands in Civil Parishes zählt Busta zu Delting. Das als Hotel genutzte Busta House ist als Listed Building der Kategorie B eingestuft worden.